# Coupe de l'AFC 2021
Navigation
Édition précédente Édition suivante
La Coupe de l'AFC 2021 est la 18e édition de la seconde plus prestigieuse des compétitions inter-clubs asiatiques. Les équipes se sont qualifiées par le biais de leur championnat respectif ou en remportant leur coupe nationale.
Le club libanais Al Ahed FC est le tenant du titre après sa victoire en 2019 et l'absence de vainqueur en 2020.

## Participants

### Classements des fédérations
Sur le modèle utilisé depuis l'édition 2017 où le Comité des compétitions de l'AFC recommande un nouveau format pour la Coupe de l'AFC en répartissant les participants en cinq zones (Asie de l'Ouest, Asie centrale, Asie du Sud, ASEAN et Asie de l'Est). Le vainqueur de la zone Ouest et le vainqueur d'un mini-tournoi entre les quatre autres zones se qualifieront pour la finale,.
Les 46 fédérations membres de l'AFC (à l'exception des Îles Mariannes du Nord qui ont un statut de membre associé) sont classées selon les performances de leurs sélections nationales et de leurs clubs au cours des quatre dernières années dans les compétitions organisées par l'AFC. Pour cette édition, c'est le classement du 29 novembre 2019 qui est utilisé.
| Participation à la Coupe de l'AFC 2021 | Participation à la Coupe de l'AFC 2021 |
| -------------------------------------- | -------------------------------------- |
|                                        | Participation                          |
|                                        | Non participation                      |

| Rang  | Rang  | Fédération membre | Points | Places           | Places             | Places               | Places                | Places             |
| Rang  | Rang  | Fédération membre | Points | Phase de groupes | Phase préliminaire | Phase préliminaire   | Phase préliminaire    | Phase préliminaire |
| Zone  | AFC   | Fédération membre | Points | Phase de groupes | Barrages           | 2e tour préliminaire | 1er tour préliminaire |                    |
| ----- | ----- | ----------------- | ------ | ---------------- | ------------------ | -------------------- | --------------------- | ------------------ |
| 1     | 12    | Jordanie          | 33.852 | 2                | 0                  | 0                    | 0                     |                    |
| 2     | 21    | Liban             | 24.746 | 2                | 0                  | 0                    | 0                     |                    |
| 3     | 22    | Syrie             | 22.505 | 2                | 0                  | 0                    | 0                     |                    |
| 4     | 24    | Bahreïn           | 17.749 | 2                | 0                  | 0                    | 0                     |                    |
| 5     | 29    | Oman              | 8.531  | 2                | 0                  | 0                    | 0                     |                    |
| 6     | 30    | Palestine         | 7.297  | 1                | 1                  | 0                    | 0                     |                    |
| 7     | 34    | Koweït            | 4.711  | 0                | 1                  | 0                    | 0                     |                    |
| 8     | 42    | Yémen             | 0.000  | 0                | 0                  | 0                    | 0                     |                    |
| Total | Total | Total             | Total  | 11               | 2                  | 0                    | 0                     |                    |
| Total | Total | Total             | Total  | 11               | 2                  |                      |                       |                    |
| Total | Total | Total             | Total  | 13               |                    |                      |                       |                    |

| Rang  | Rang  | Fédération membre | Points | Places           | Places             | Places               | Places                | Places             |
| Rang  | Rang  | Fédération membre | Points | Phase de groupes | Phase préliminaire | Phase préliminaire   | Phase préliminaire    | Phase préliminaire |
| Zone  | AFC   | Fédération membre | Points | Phase de groupes | Barrages           | 2e tour préliminaire | 1er tour préliminaire |                    |
| ----- | ----- | ----------------- | ------ | ---------------- | ------------------ | -------------------- | --------------------- | ------------------ |
| 1     | 10    | Ouzbékistan       | 45.562 | 1                | 0                  | 0                    | 0                     |                    |
| 2     | 17    | Tadjikistan       | 28.361 | 2                | 0                  | 0                    | 0                     |                    |
| 3     | 20    | Turkménistan      | 26.532 | 2                | 0                  | 0                    | 0                     |                    |
| 4     | 33    | Kirghizistan      | 5.466  | 2                | 0                  | 0                    | 0                     |                    |
| 5     | 41    | Afghanistan       | 0.206  | 0                | 0                  | 0                    | 0                     |                    |
| Total | Total | Total             | Total  | 7                | 0                  | 0                    | 0                     |                    |
| Total | Total | Total             | Total  | 7                | 0                  |                      |                       |                    |
| Total | Total | Total             | Total  | 7                |                    |                      |                       |                    |

| Rang  | Rang  | Fédération membre | Points | Places           | Places             | Places               | Places                | Places             |
| Rang  | Rang  | Fédération membre | Points | Phase de groupes | Phase préliminaire | Phase préliminaire   | Phase préliminaire    | Phase préliminaire |
| Zone  | AFC   | Fédération membre | Points | Phase de groupes | Barrages           | 2e tour préliminaire | 1er tour préliminaire |                    |
| ----- | ----- | ----------------- | ------ | ---------------- | ------------------ | -------------------- | --------------------- | ------------------ |
| 1     | 15    | Inde              | 29.576 | 1                | 0                  | 1                    | 0                     |                    |
| 2     | 25    | Bangladesh        | 14.683 | 1                | 0                  | 1                    | 0                     |                    |
| 3     | 26    | Maldives          | 13.632 | 1                | 0                  | 0                    | 1                     |                    |
| 4     | 36    | Népal             | 0.915  | 0                | 0                  | 0                    | 1                     |                    |
| 5     | 37    | Sri Lanka         | 0.618  | 0                | 0                  | 0                    | 1                     |                    |
| 6     | 38    | Bhoutan           | 0.549  | 0                | 0                  | 0                    | 1                     |                    |
| 7     | 42    | Pakistan          | 0.000  | 0                | 0                  | 0                    | 0                     |                    |
| Total | Total | Total             | Total  | 3                | 0                  | 2                    | 4                     |                    |
| Total | Total | Total             | Total  | 3                | 6                  |                      |                       |                    |
| Total | Total | Total             | Total  | 9                |                    |                      |                       |                    |

| Rang  | Rang  | Fédération membre | Points | Places           | Places             | Places               | Places                | Places             |
| Rang  | Rang  | Fédération membre | Points | Phase de groupes | Phase préliminaire | Phase préliminaire   | Phase préliminaire    | Phase préliminaire |
| Zone  | AFC   | Fédération membre | Points | Phase de groupes | Barrages           | 2e tour préliminaire | 1er tour préliminaire |                    |
| ----- | ----- | ----------------- | ------ | ---------------- | ------------------ | -------------------- | --------------------- | ------------------ |
| 1     | 13    | Philippines       | 32.130 | 1                | 0                  | 0                    | 0                     |                    |
| 2     | 16    | Viêt Nam          | 28.571 | 2                | 0                  | 0                    | 0                     |                    |
| 3     | 18    | Malaisie          | 26.960 | 2                | 0                  | 0                    | 0                     |                    |
| 4     | 19    | Singapour         | 26.607 | 2                | 0                  | 0                    | 0                     |                    |
| 5     | 27    | Birmanie          | 12.756 | 1                | 1                  | 0                    | 0                     |                    |
| 6     | 28    | Indonésie         | 12.550 | 1                | 1                  | 0                    | 0                     |                    |
| 7     | 31    | Cambodge          | 6.770  | 1                | 0                  | 1                    | 0                     |                    |
| 8     | 35    | Laos              | 2.241  | 0                | 0                  | 1                    | 0                     |                    |
| 9     | 42    | Brunei            | 0.000  | 0                | 0                  | 1                    | 0                     |                    |
| 10    | 42    | Timor oriental    | 0.000  | 0                | 0                  | 1                    | 0                     |                    |
| Total | Total | Total             | Total  | 10               | 2                  | 4                    | 0                     |                    |
| Total | Total | Total             | Total  | 10               | 6                  |                      |                       |                    |
| Total | Total | Total             | Total  | 16               |                    |                      |                       |                    |

| Rang  | Rang  | Fédération membre | Points | Places           | Places             | Places               | Places                | Places             |
| Rang  | Rang  | Fédération membre | Points | Phase de groupes | Phase préliminaire | Phase préliminaire   | Phase préliminaire    | Phase préliminaire |
| Zone  | AFC   | Fédération membre | Points | Phase de groupes | Barrages           | 2e tour préliminaire | 1er tour préliminaire |                    |
| ----- | ----- | ----------------- | ------ | ---------------- | ------------------ | -------------------- | --------------------- | ------------------ |
| 1     | 14    | Corée du Nord     | 30.100 | 0                | 0                  | 0                    | 0                     |                    |
| 2     | 23    | Hong Kong         | 19.945 | 2                | 0                  | 0                    | 0                     |                    |
| 3     | 32    | Macao             | 5.489  | 0                | 0                  | 0                    | 0                     |                    |
| 4     | 39    | Taiwan            | 0.457  | 1                | 0                  | 0                    | 0                     |                    |
| 5     | 40    | Mongolie          | 0.274  | 1                | 0                  | 0                    | 0                     |                    |
| 6     | 42    | Guam              | 0.000  | 0                | 0                  | 0                    | 0                     |                    |
| Total | Total | Total             | Total  | 4                | 0                  | 0                    | 0                     |                    |
| Total | Total | Total             | Total  | 4                | 0                  |                      |                       |                    |
| Total | Total | Total             | Total  | 4                |                    |                      |                       |                    |

### Équipes participantes
Les 49 équipes suivantes provenant de 30 associations entrent dans la compétition.
| Asie de l'ouest | Asie de l'ouest | Asie de l'ouest | Asie de l'ouest | Asie de l'ouest | Asie de l'ouest | Asie de l'ouest | Asie de l'ouest | Asie de l'ouest | Zone ASEAN | Zone ASEAN | Zone ASEAN | Zone ASEAN | Zone ASEAN | Zone ASEAN | Zone ASEAN | Zone ASEAN | Zone ASEAN |
| Phase de groupes | Phase de groupes | Phase de groupes | Phase de groupes | Phase de groupes | Phase de groupes | Phase de groupes | Phase de groupes | Phase de groupes | Phase de groupes | Phase de groupes | Phase de groupes | Phase de groupes | Phase de groupes | Phase de groupes | Phase de groupes | Phase de groupes | Phase de groupes |
| --- | --- | --- | --- | --- | --- | --- | --- | --- | --- | --- | --- | --- | --- | --- | --- | --- | --- |
| - Al-Salt Quatrième de Jordanie en 2020-2021 - Al-Faisaly Cinquième de Jordanie en 2020-2021 - Al-Ahed Champion du Liban en 2018-2019 et vainqueur de la coupe du Liban en 2018-2019 - Al-Ansar Vice-champion du Liban en 2018-2019 - Tishreen SC Champion de Syrie en 2019-2020 - Al-Wahda Vainqueur de la Coupe de Syrie en 2019-2020 - Al-Hidd Champion de Bahreïn en 2019-2020 - Al-Muharraq Vainqueur de la Coupe de Bahreïn en 2019-2020 - Al-Seeb Champion d'Oman en 2019-2020 - Al-Nasr Cinquième d'Oman en 2019-2020 - Markaz Balata Champion de Palestine en 2019-2020 | - Al-Salt Quatrième de Jordanie en 2020-2021 - Al-Faisaly Cinquième de Jordanie en 2020-2021 - Al-Ahed Champion du Liban en 2018-2019 et vainqueur de la coupe du Liban en 2018-2019 - Al-Ansar Vice-champion du Liban en 2018-2019 - Tishreen SC Champion de Syrie en 2019-2020 - Al-Wahda Vainqueur de la Coupe de Syrie en 2019-2020 - Al-Hidd Champion de Bahreïn en 2019-2020 - Al-Muharraq Vainqueur de la Coupe de Bahreïn en 2019-2020 - Al-Seeb Champion d'Oman en 2019-2020 - Al-Nasr Cinquième d'Oman en 2019-2020 - Markaz Balata Champion de Palestine en 2019-2020 | - Al-Salt Quatrième de Jordanie en 2020-2021 - Al-Faisaly Cinquième de Jordanie en 2020-2021 - Al-Ahed Champion du Liban en 2018-2019 et vainqueur de la coupe du Liban en 2018-2019 - Al-Ansar Vice-champion du Liban en 2018-2019 - Tishreen SC Champion de Syrie en 2019-2020 - Al-Wahda Vainqueur de la Coupe de Syrie en 2019-2020 - Al-Hidd Champion de Bahreïn en 2019-2020 - Al-Muharraq Vainqueur de la Coupe de Bahreïn en 2019-2020 - Al-Seeb Champion d'Oman en 2019-2020 - Al-Nasr Cinquième d'Oman en 2019-2020 - Markaz Balata Champion de Palestine en 2019-2020 | - Al-Salt Quatrième de Jordanie en 2020-2021 - Al-Faisaly Cinquième de Jordanie en 2020-2021 - Al-Ahed Champion du Liban en 2018-2019 et vainqueur de la coupe du Liban en 2018-2019 - Al-Ansar Vice-champion du Liban en 2018-2019 - Tishreen SC Champion de Syrie en 2019-2020 - Al-Wahda Vainqueur de la Coupe de Syrie en 2019-2020 - Al-Hidd Champion de Bahreïn en 2019-2020 - Al-Muharraq Vainqueur de la Coupe de Bahreïn en 2019-2020 - Al-Seeb Champion d'Oman en 2019-2020 - Al-Nasr Cinquième d'Oman en 2019-2020 - Markaz Balata Champion de Palestine en 2019-2020 | - Al-Salt Quatrième de Jordanie en 2020-2021 - Al-Faisaly Cinquième de Jordanie en 2020-2021 - Al-Ahed Champion du Liban en 2018-2019 et vainqueur de la coupe du Liban en 2018-2019 - Al-Ansar Vice-champion du Liban en 2018-2019 - Tishreen SC Champion de Syrie en 2019-2020 - Al-Wahda Vainqueur de la Coupe de Syrie en 2019-2020 - Al-Hidd Champion de Bahreïn en 2019-2020 - Al-Muharraq Vainqueur de la Coupe de Bahreïn en 2019-2020 - Al-Seeb Champion d'Oman en 2019-2020 - Al-Nasr Cinquième d'Oman en 2019-2020 - Markaz Balata Champion de Palestine en 2019-2020 | - Al-Salt Quatrième de Jordanie en 2020-2021 - Al-Faisaly Cinquième de Jordanie en 2020-2021 - Al-Ahed Champion du Liban en 2018-2019 et vainqueur de la coupe du Liban en 2018-2019 - Al-Ansar Vice-champion du Liban en 2018-2019 - Tishreen SC Champion de Syrie en 2019-2020 - Al-Wahda Vainqueur de la Coupe de Syrie en 2019-2020 - Al-Hidd Champion de Bahreïn en 2019-2020 - Al-Muharraq Vainqueur de la Coupe de Bahreïn en 2019-2020 - Al-Seeb Champion d'Oman en 2019-2020 - Al-Nasr Cinquième d'Oman en 2019-2020 - Markaz Balata Champion de Palestine en 2019-2020 | - Al-Salt Quatrième de Jordanie en 2020-2021 - Al-Faisaly Cinquième de Jordanie en 2020-2021 - Al-Ahed Champion du Liban en 2018-2019 et vainqueur de la coupe du Liban en 2018-2019 - Al-Ansar Vice-champion du Liban en 2018-2019 - Tishreen SC Champion de Syrie en 2019-2020 - Al-Wahda Vainqueur de la Coupe de Syrie en 2019-2020 - Al-Hidd Champion de Bahreïn en 2019-2020 - Al-Muharraq Vainqueur de la Coupe de Bahreïn en 2019-2020 - Al-Seeb Champion d'Oman en 2019-2020 - Al-Nasr Cinquième d'Oman en 2019-2020 - Markaz Balata Champion de Palestine en 2019-2020 | - Al-Salt Quatrième de Jordanie en 2020-2021 - Al-Faisaly Cinquième de Jordanie en 2020-2021 - Al-Ahed Champion du Liban en 2018-2019 et vainqueur de la coupe du Liban en 2018-2019 - Al-Ansar Vice-champion du Liban en 2018-2019 - Tishreen SC Champion de Syrie en 2019-2020 - Al-Wahda Vainqueur de la Coupe de Syrie en 2019-2020 - Al-Hidd Champion de Bahreïn en 2019-2020 - Al-Muharraq Vainqueur de la Coupe de Bahreïn en 2019-2020 - Al-Seeb Champion d'Oman en 2019-2020 - Al-Nasr Cinquième d'Oman en 2019-2020 - Markaz Balata Champion de Palestine en 2019-2020 | - Al-Salt Quatrième de Jordanie en 2020-2021 - Al-Faisaly Cinquième de Jordanie en 2020-2021 - Al-Ahed Champion du Liban en 2018-2019 et vainqueur de la coupe du Liban en 2018-2019 - Al-Ansar Vice-champion du Liban en 2018-2019 - Tishreen SC Champion de Syrie en 2019-2020 - Al-Wahda Vainqueur de la Coupe de Syrie en 2019-2020 - Al-Hidd Champion de Bahreïn en 2019-2020 - Al-Muharraq Vainqueur de la Coupe de Bahreïn en 2019-2020 - Al-Seeb Champion d'Oman en 2019-2020 - Al-Nasr Cinquième d'Oman en 2019-2020 - Markaz Balata Champion de Palestine en 2019-2020 | - Hanoi FC Vice-champion du Viêt Nam en 2020 et vainqueur de la Coupe du Viêt Nam en 2020 - Sài Gòn FC Troisième du Viêt Nam en 2020 - Kedah FA Vice-champion de Malaisie en 2020 - Terengganu FC Troisième de Malaisie en 2020 - Lion City Sailors Troisième de Singapour en 2020 - Geylang United Quatrième de Singapour en 2020 - Shan United Champion de Birmanie en 2020 - Bali United Champion d'Indonésie en 2019 - Boeung Ket Angkor Champion du Cambodge en 2020 - Visakha FC Vainqueur de la Coupe du Cambodge en 2020 - Lalenok United Vainqueur de la Coupe FFTL en 2020 | - Hanoi FC Vice-champion du Viêt Nam en 2020 et vainqueur de la Coupe du Viêt Nam en 2020 - Sài Gòn FC Troisième du Viêt Nam en 2020 - Kedah FA Vice-champion de Malaisie en 2020 - Terengganu FC Troisième de Malaisie en 2020 - Lion City Sailors Troisième de Singapour en 2020 - Geylang United Quatrième de Singapour en 2020 - Shan United Champion de Birmanie en 2020 - Bali United Champion d'Indonésie en 2019 - Boeung Ket Angkor Champion du Cambodge en 2020 - Visakha FC Vainqueur de la Coupe du Cambodge en 2020 - Lalenok United Vainqueur de la Coupe FFTL en 2020 | - Hanoi FC Vice-champion du Viêt Nam en 2020 et vainqueur de la Coupe du Viêt Nam en 2020 - Sài Gòn FC Troisième du Viêt Nam en 2020 - Kedah FA Vice-champion de Malaisie en 2020 - Terengganu FC Troisième de Malaisie en 2020 - Lion City Sailors Troisième de Singapour en 2020 - Geylang United Quatrième de Singapour en 2020 - Shan United Champion de Birmanie en 2020 - Bali United Champion d'Indonésie en 2019 - Boeung Ket Angkor Champion du Cambodge en 2020 - Visakha FC Vainqueur de la Coupe du Cambodge en 2020 - Lalenok United Vainqueur de la Coupe FFTL en 2020 | - Hanoi FC Vice-champion du Viêt Nam en 2020 et vainqueur de la Coupe du Viêt Nam en 2020 - Sài Gòn FC Troisième du Viêt Nam en 2020 - Kedah FA Vice-champion de Malaisie en 2020 - Terengganu FC Troisième de Malaisie en 2020 - Lion City Sailors Troisième de Singapour en 2020 - Geylang United Quatrième de Singapour en 2020 - Shan United Champion de Birmanie en 2020 - Bali United Champion d'Indonésie en 2019 - Boeung Ket Angkor Champion du Cambodge en 2020 - Visakha FC Vainqueur de la Coupe du Cambodge en 2020 - Lalenok United Vainqueur de la Coupe FFTL en 2020 | - Hanoi FC Vice-champion du Viêt Nam en 2020 et vainqueur de la Coupe du Viêt Nam en 2020 - Sài Gòn FC Troisième du Viêt Nam en 2020 - Kedah FA Vice-champion de Malaisie en 2020 - Terengganu FC Troisième de Malaisie en 2020 - Lion City Sailors Troisième de Singapour en 2020 - Geylang United Quatrième de Singapour en 2020 - Shan United Champion de Birmanie en 2020 - Bali United Champion d'Indonésie en 2019 - Boeung Ket Angkor Champion du Cambodge en 2020 - Visakha FC Vainqueur de la Coupe du Cambodge en 2020 - Lalenok United Vainqueur de la Coupe FFTL en 2020 | - Hanoi FC Vice-champion du Viêt Nam en 2020 et vainqueur de la Coupe du Viêt Nam en 2020 - Sài Gòn FC Troisième du Viêt Nam en 2020 - Kedah FA Vice-champion de Malaisie en 2020 - Terengganu FC Troisième de Malaisie en 2020 - Lion City Sailors Troisième de Singapour en 2020 - Geylang United Quatrième de Singapour en 2020 - Shan United Champion de Birmanie en 2020 - Bali United Champion d'Indonésie en 2019 - Boeung Ket Angkor Champion du Cambodge en 2020 - Visakha FC Vainqueur de la Coupe du Cambodge en 2020 - Lalenok United Vainqueur de la Coupe FFTL en 2020 | - Hanoi FC Vice-champion du Viêt Nam en 2020 et vainqueur de la Coupe du Viêt Nam en 2020 - Sài Gòn FC Troisième du Viêt Nam en 2020 - Kedah FA Vice-champion de Malaisie en 2020 - Terengganu FC Troisième de Malaisie en 2020 - Lion City Sailors Troisième de Singapour en 2020 - Geylang United Quatrième de Singapour en 2020 - Shan United Champion de Birmanie en 2020 - Bali United Champion d'Indonésie en 2019 - Boeung Ket Angkor Champion du Cambodge en 2020 - Visakha FC Vainqueur de la Coupe du Cambodge en 2020 - Lalenok United Vainqueur de la Coupe FFTL en 2020 | - Hanoi FC Vice-champion du Viêt Nam en 2020 et vainqueur de la Coupe du Viêt Nam en 2020 - Sài Gòn FC Troisième du Viêt Nam en 2020 - Kedah FA Vice-champion de Malaisie en 2020 - Terengganu FC Troisième de Malaisie en 2020 - Lion City Sailors Troisième de Singapour en 2020 - Geylang United Quatrième de Singapour en 2020 - Shan United Champion de Birmanie en 2020 - Bali United Champion d'Indonésie en 2019 - Boeung Ket Angkor Champion du Cambodge en 2020 - Visakha FC Vainqueur de la Coupe du Cambodge en 2020 - Lalenok United Vainqueur de la Coupe FFTL en 2020 | - Hanoi FC Vice-champion du Viêt Nam en 2020 et vainqueur de la Coupe du Viêt Nam en 2020 - Sài Gòn FC Troisième du Viêt Nam en 2020 - Kedah FA Vice-champion de Malaisie en 2020 - Terengganu FC Troisième de Malaisie en 2020 - Lion City Sailors Troisième de Singapour en 2020 - Geylang United Quatrième de Singapour en 2020 - Shan United Champion de Birmanie en 2020 - Bali United Champion d'Indonésie en 2019 - Boeung Ket Angkor Champion du Cambodge en 2020 - Visakha FC Vainqueur de la Coupe du Cambodge en 2020 - Lalenok United Vainqueur de la Coupe FFTL en 2020 |
| Tour de barrages | | | | | | | | | | | | | | | | | |
| - Markaz Shabab Al-Am'ari Vice-champion de Palestine en 2019-2020 - Koweït SC Champion du Koweït en 2019-2020 | - Markaz Shabab Al-Am'ari Vice-champion de Palestine en 2019-2020 - Koweït SC Champion du Koweït en 2019-2020 | - Markaz Shabab Al-Am'ari Vice-champion de Palestine en 2019-2020 - Koweït SC Champion du Koweït en 2019-2020 | - Markaz Shabab Al-Am'ari Vice-champion de Palestine en 2019-2020 - Koweït SC Champion du Koweït en 2019-2020 | - Markaz Shabab Al-Am'ari Vice-champion de Palestine en 2019-2020 - Koweït SC Champion du Koweït en 2019-2020 | - Markaz Shabab Al-Am'ari Vice-champion de Palestine en 2019-2020 - Koweït SC Champion du Koweït en 2019-2020 | - Markaz Shabab Al-Am'ari Vice-champion de Palestine en 2019-2020 - Koweït SC Champion du Koweït en 2019-2020 | - Markaz Shabab Al-Am'ari Vice-champion de Palestine en 2019-2020 - Koweït SC Champion du Koweït en 2019-2020 | - Markaz Shabab Al-Am'ari Vice-champion de Palestine en 2019-2020 - Koweït SC Champion du Koweït en 2019-2020 | - Hantharwady United Champion de Birmanie en 2020 - Persipura Jayapura Troisième d'Indonésie en 2019 | - Hantharwady United Champion de Birmanie en 2020 - Persipura Jayapura Troisième d'Indonésie en 2019 | - Hantharwady United Champion de Birmanie en 2020 - Persipura Jayapura Troisième d'Indonésie en 2019 | - Hantharwady United Champion de Birmanie en 2020 - Persipura Jayapura Troisième d'Indonésie en 2019 | - Hantharwady United Champion de Birmanie en 2020 - Persipura Jayapura Troisième d'Indonésie en 2019 | - Hantharwady United Champion de Birmanie en 2020 - Persipura Jayapura Troisième d'Indonésie en 2019 | - Hantharwady United Champion de Birmanie en 2020 - Persipura Jayapura Troisième d'Indonésie en 2019 | - Hantharwady United Champion de Birmanie en 2020 - Persipura Jayapura Troisième d'Indonésie en 2019 | - Hantharwady United Champion de Birmanie en 2020 - Persipura Jayapura Troisième d'Indonésie en 2019 |
| Deuxième tour préliminaire | | | | | | | | | | | | | | | | | |
| | | | | | | | | | - Lao Toyota Champion du Laos en 2020 - Kasuka FC Vice-champion du Brunei en 2018-2019 | | | | | | | | |

| Asie centrale | Asie centrale | Asie centrale | Asie centrale | Asie centrale | Asie centrale | Asie centrale | Asie centrale | Asie centrale | Asie du Sud | Asie du Sud | Asie du Sud | Asie du Sud | Asie du Sud | Asie du Sud | Asie du Sud | Asie du Sud | Asie du Sud | Asie de l'Est | Asie de l'Est | Asie de l'Est | Asie de l'Est | Asie de l'Est | Asie de l'Est | Asie de l'Est | Asie de l'Est | Asie de l'Est |
| Phase de groupes | Phase de groupes | Phase de groupes | Phase de groupes | Phase de groupes | Phase de groupes | Phase de groupes | Phase de groupes | Phase de groupes | Phase de groupes | Phase de groupes | Phase de groupes | Phase de groupes | Phase de groupes | Phase de groupes | Phase de groupes | Phase de groupes | Phase de groupes | Phase de groupes | Phase de groupes | Phase de groupes | Phase de groupes | Phase de groupes | Phase de groupes | Phase de groupes | Phase de groupes | Phase de groupes |
| --- | --- | --- | --- | --- | --- | --- | --- | --- | --- | --- | --- | --- | --- | --- | --- | --- | --- | --- | --- | --- | --- | --- | --- | --- | --- | --- |
| - Nasaf Qarshi Vice-champion d'Ouzbékistan en 2020 - Ravshan Kulob Vainqueur de la Coupe du Tadjikistan en 2020 - FK Khodjent Vice-champion du Tadjikistan en 2020 - Altyn Asyr Champion du Turkménistan en 2020 et vainqueur de la Coupe du Turkménistan en 2020 - Ahal Änew Vice-champion du Turkménistan en 2020 - Dordoi Bichkek Champion du Kirghizistan en 2020 - Alay Och Vainqueur de la Coupe du Kirghizistan en 2020 | - Nasaf Qarshi Vice-champion d'Ouzbékistan en 2020 - Ravshan Kulob Vainqueur de la Coupe du Tadjikistan en 2020 - FK Khodjent Vice-champion du Tadjikistan en 2020 - Altyn Asyr Champion du Turkménistan en 2020 et vainqueur de la Coupe du Turkménistan en 2020 - Ahal Änew Vice-champion du Turkménistan en 2020 - Dordoi Bichkek Champion du Kirghizistan en 2020 - Alay Och Vainqueur de la Coupe du Kirghizistan en 2020 | - Nasaf Qarshi Vice-champion d'Ouzbékistan en 2020 - Ravshan Kulob Vainqueur de la Coupe du Tadjikistan en 2020 - FK Khodjent Vice-champion du Tadjikistan en 2020 - Altyn Asyr Champion du Turkménistan en 2020 et vainqueur de la Coupe du Turkménistan en 2020 - Ahal Änew Vice-champion du Turkménistan en 2020 - Dordoi Bichkek Champion du Kirghizistan en 2020 - Alay Och Vainqueur de la Coupe du Kirghizistan en 2020 | - Nasaf Qarshi Vice-champion d'Ouzbékistan en 2020 - Ravshan Kulob Vainqueur de la Coupe du Tadjikistan en 2020 - FK Khodjent Vice-champion du Tadjikistan en 2020 - Altyn Asyr Champion du Turkménistan en 2020 et vainqueur de la Coupe du Turkménistan en 2020 - Ahal Änew Vice-champion du Turkménistan en 2020 - Dordoi Bichkek Champion du Kirghizistan en 2020 - Alay Och Vainqueur de la Coupe du Kirghizistan en 2020 | - Nasaf Qarshi Vice-champion d'Ouzbékistan en 2020 - Ravshan Kulob Vainqueur de la Coupe du Tadjikistan en 2020 - FK Khodjent Vice-champion du Tadjikistan en 2020 - Altyn Asyr Champion du Turkménistan en 2020 et vainqueur de la Coupe du Turkménistan en 2020 - Ahal Änew Vice-champion du Turkménistan en 2020 - Dordoi Bichkek Champion du Kirghizistan en 2020 - Alay Och Vainqueur de la Coupe du Kirghizistan en 2020 | - Nasaf Qarshi Vice-champion d'Ouzbékistan en 2020 - Ravshan Kulob Vainqueur de la Coupe du Tadjikistan en 2020 - FK Khodjent Vice-champion du Tadjikistan en 2020 - Altyn Asyr Champion du Turkménistan en 2020 et vainqueur de la Coupe du Turkménistan en 2020 - Ahal Änew Vice-champion du Turkménistan en 2020 - Dordoi Bichkek Champion du Kirghizistan en 2020 - Alay Och Vainqueur de la Coupe du Kirghizistan en 2020 | - Nasaf Qarshi Vice-champion d'Ouzbékistan en 2020 - Ravshan Kulob Vainqueur de la Coupe du Tadjikistan en 2020 - FK Khodjent Vice-champion du Tadjikistan en 2020 - Altyn Asyr Champion du Turkménistan en 2020 et vainqueur de la Coupe du Turkménistan en 2020 - Ahal Änew Vice-champion du Turkménistan en 2020 - Dordoi Bichkek Champion du Kirghizistan en 2020 - Alay Och Vainqueur de la Coupe du Kirghizistan en 2020 | - Nasaf Qarshi Vice-champion d'Ouzbékistan en 2020 - Ravshan Kulob Vainqueur de la Coupe du Tadjikistan en 2020 - FK Khodjent Vice-champion du Tadjikistan en 2020 - Altyn Asyr Champion du Turkménistan en 2020 et vainqueur de la Coupe du Turkménistan en 2020 - Ahal Änew Vice-champion du Turkménistan en 2020 - Dordoi Bichkek Champion du Kirghizistan en 2020 - Alay Och Vainqueur de la Coupe du Kirghizistan en 2020 | - Nasaf Qarshi Vice-champion d'Ouzbékistan en 2020 - Ravshan Kulob Vainqueur de la Coupe du Tadjikistan en 2020 - FK Khodjent Vice-champion du Tadjikistan en 2020 - Altyn Asyr Champion du Turkménistan en 2020 et vainqueur de la Coupe du Turkménistan en 2020 - Ahal Änew Vice-champion du Turkménistan en 2020 - Dordoi Bichkek Champion du Kirghizistan en 2020 - Alay Och Vainqueur de la Coupe du Kirghizistan en 2020 | - ATK Mohun Bagan Champion d'Inde en 2019-2020 (en tant que Mohun Bagan) et vainqueur de l'Indian Super League en 2019-2020 (en tant que ATK) - Bashundhara Kings Champion du Bangladesh en 2019 et vainqueur de la Coupe du Bangladesh en 2019-2020. - Maziya Champion des Maldives en 2019-2020 | - ATK Mohun Bagan Champion d'Inde en 2019-2020 (en tant que Mohun Bagan) et vainqueur de l'Indian Super League en 2019-2020 (en tant que ATK) - Bashundhara Kings Champion du Bangladesh en 2019 et vainqueur de la Coupe du Bangladesh en 2019-2020. - Maziya Champion des Maldives en 2019-2020 | - ATK Mohun Bagan Champion d'Inde en 2019-2020 (en tant que Mohun Bagan) et vainqueur de l'Indian Super League en 2019-2020 (en tant que ATK) - Bashundhara Kings Champion du Bangladesh en 2019 et vainqueur de la Coupe du Bangladesh en 2019-2020. - Maziya Champion des Maldives en 2019-2020 | - ATK Mohun Bagan Champion d'Inde en 2019-2020 (en tant que Mohun Bagan) et vainqueur de l'Indian Super League en 2019-2020 (en tant que ATK) - Bashundhara Kings Champion du Bangladesh en 2019 et vainqueur de la Coupe du Bangladesh en 2019-2020. - Maziya Champion des Maldives en 2019-2020 | - ATK Mohun Bagan Champion d'Inde en 2019-2020 (en tant que Mohun Bagan) et vainqueur de l'Indian Super League en 2019-2020 (en tant que ATK) - Bashundhara Kings Champion du Bangladesh en 2019 et vainqueur de la Coupe du Bangladesh en 2019-2020. - Maziya Champion des Maldives en 2019-2020 | - ATK Mohun Bagan Champion d'Inde en 2019-2020 (en tant que Mohun Bagan) et vainqueur de l'Indian Super League en 2019-2020 (en tant que ATK) - Bashundhara Kings Champion du Bangladesh en 2019 et vainqueur de la Coupe du Bangladesh en 2019-2020. - Maziya Champion des Maldives en 2019-2020 | - ATK Mohun Bagan Champion d'Inde en 2019-2020 (en tant que Mohun Bagan) et vainqueur de l'Indian Super League en 2019-2020 (en tant que ATK) - Bashundhara Kings Champion du Bangladesh en 2019 et vainqueur de la Coupe du Bangladesh en 2019-2020. - Maziya Champion des Maldives en 2019-2020 | - ATK Mohun Bagan Champion d'Inde en 2019-2020 (en tant que Mohun Bagan) et vainqueur de l'Indian Super League en 2019-2020 (en tant que ATK) - Bashundhara Kings Champion du Bangladesh en 2019 et vainqueur de la Coupe du Bangladesh en 2019-2020. - Maziya Champion des Maldives en 2019-2020 | - ATK Mohun Bagan Champion d'Inde en 2019-2020 (en tant que Mohun Bagan) et vainqueur de l'Indian Super League en 2019-2020 (en tant que ATK) - Bashundhara Kings Champion du Bangladesh en 2019 et vainqueur de la Coupe du Bangladesh en 2019-2020. - Maziya Champion des Maldives en 2019-2020 | - Eastern AA Vainqueur de la Coupe de Hong Kong en 2019-2020 et vice-champion de Hong Kong en 2019-2020 - Lee Man Quatrième de Hong Kong en 2019-2020 - Taiwan Steel Champion de Taïwan en 2020 - Athletic 220 FC Champion de Mongolie en 2020 | - Eastern AA Vainqueur de la Coupe de Hong Kong en 2019-2020 et vice-champion de Hong Kong en 2019-2020 - Lee Man Quatrième de Hong Kong en 2019-2020 - Taiwan Steel Champion de Taïwan en 2020 - Athletic 220 FC Champion de Mongolie en 2020 | - Eastern AA Vainqueur de la Coupe de Hong Kong en 2019-2020 et vice-champion de Hong Kong en 2019-2020 - Lee Man Quatrième de Hong Kong en 2019-2020 - Taiwan Steel Champion de Taïwan en 2020 - Athletic 220 FC Champion de Mongolie en 2020 | - Eastern AA Vainqueur de la Coupe de Hong Kong en 2019-2020 et vice-champion de Hong Kong en 2019-2020 - Lee Man Quatrième de Hong Kong en 2019-2020 - Taiwan Steel Champion de Taïwan en 2020 - Athletic 220 FC Champion de Mongolie en 2020 | - Eastern AA Vainqueur de la Coupe de Hong Kong en 2019-2020 et vice-champion de Hong Kong en 2019-2020 - Lee Man Quatrième de Hong Kong en 2019-2020 - Taiwan Steel Champion de Taïwan en 2020 - Athletic 220 FC Champion de Mongolie en 2020 | - Eastern AA Vainqueur de la Coupe de Hong Kong en 2019-2020 et vice-champion de Hong Kong en 2019-2020 - Lee Man Quatrième de Hong Kong en 2019-2020 - Taiwan Steel Champion de Taïwan en 2020 - Athletic 220 FC Champion de Mongolie en 2020 | - Eastern AA Vainqueur de la Coupe de Hong Kong en 2019-2020 et vice-champion de Hong Kong en 2019-2020 - Lee Man Quatrième de Hong Kong en 2019-2020 - Taiwan Steel Champion de Taïwan en 2020 - Athletic 220 FC Champion de Mongolie en 2020 | - Eastern AA Vainqueur de la Coupe de Hong Kong en 2019-2020 et vice-champion de Hong Kong en 2019-2020 - Lee Man Quatrième de Hong Kong en 2019-2020 - Taiwan Steel Champion de Taïwan en 2020 - Athletic 220 FC Champion de Mongolie en 2020 | - Eastern AA Vainqueur de la Coupe de Hong Kong en 2019-2020 et vice-champion de Hong Kong en 2019-2020 - Lee Man Quatrième de Hong Kong en 2019-2020 - Taiwan Steel Champion de Taïwan en 2020 - Athletic 220 FC Champion de Mongolie en 2020 |
| Deuxième tour préliminaire | | | | | | | | | | | | | | | | | | | | | | | | | | |
| | | | | | | | | | - Bengaluru FC Troisième de l'Indian Super League en 2019-2020 - Abahani Limited Dhaka Vice-champion du Bangladesh en 2019 | | | | | | | | | | | | | | | | | |
| Premier tour préliminaire | | | | | | | | | | | | | | | | | | | | | | | | | | |
| | | | | | | | | | - Club Eagles Vice-champion des Maldives en 2019-2020 - Nepal Army Vice-champion du Népal en 2019-2020 - Sri Lanka Police Vainqueur de la Coupe du Sri Lanka en 2019-2020 - Thimphu City Champion du Bhoutan en 2020                                                                              | | | | | | | | | | | | | | | | | |

## Calendrier
Contrairement aux éditions précédentes et en raison de la pandémie de Covid-19, les tours préliminaires se jouent sur un seul match avec le club de l'association membre la mieux classée accueillant la rencontre et trois journées (contre six auparavant) ont lieu à un endroit centralisé pour chaque zone au cours de la phase de groupes. Le calendrier est différent selon les zones géographiques, C sera utilisé pour l'Asie centrale, O pour l'Asie de l'Ouest, A pour la zone ASEAN, S pour l'Asie du Sud et E pour l'Asie de l'Est.
Le calendrier de la compétition est le suivant.
| Nom                           | Tirage au sort             | Date aller                                       | Date retour                                      | Équipes participantes | Équipes restantes  |
| Phase préliminaire            | Phase préliminaire         | Phase préliminaire                               | Phase préliminaire                               | Phase préliminaire    | Phase préliminaire |
| ----------------------------- | -------------------------- | ------------------------------------------------ | ------------------------------------------------ | --------------------- | ------------------ |
| Premier tour préliminaire     |                            | 7 avril (S)                                      | 7 avril (S)                                      | 4                     | 2                  |
| Deuxième tour préliminaire    |                            | 14 avril (S) 28 avril (A)                        | 14 avril (S) 28 avril (A)                        | 8                     | 4                  |
| Tour de barrages              |                            | 20 avril (O) 20-21 avril (S) 19 mai (A)          | 20 avril (O) 20-21 avril (S) 19 mai (A)          | 8                     | 4                  |
| Phase de groupes              |                            |                                                  |                                                  |                       |                    |
| Journée 1 Journée 2 Journée 3 | 27 janvier                 | 14-20 mai (C, E, S) 23-29 mai (O) 22-28 juin (A) | 14-20 mai (C, E, S) 23-29 mai (O) 22-28 juin (A) | 40                    | 20                 |
| Phase finale                  |                            |                                                  |                                                  |                       |                    |
| Demi-finales de zone          |                            | 10-11 août (A)                                   | 10-11 août (A)                                   | 8                     | 4                  |
| Demi-finales de zone          | 13-14 septembre (O)        | 27-28 septembre (O)                              |                                                  | 8                     | 4                  |
| Finales de zone               |                            | 25 août (A)                                      | 25 août (A)                                      | 4                     | 2                  |
| Finales de zone               | 11 août (C) 20 octobre (O) | 25 août (C) 3 novembre (O)                       |                                                  | 4                     | 2                  |
| Demi-finales inter-zones      |                            | 14-15 septembre                                  | 28-29 septembre                                  | 4                     | 2                  |
| Finale inter-zones            |                            | 20 octobre                                       | 3 novembre                                       | 2                     | 1                  |
| Finale                        |                            | 25 novembre                                      | 25 novembre                                      | 2                     | 1                  |

## Résultats

### Phase préliminaire

#### Premier tour préliminaire
Asie du Sud
| Équipe 1    | Résultat | Équipe 2         |
| ----------- | -------- | ---------------- |
| Nepal Army  | 5 - 1    | Sri Lanka Police |
| Club Eagles | 2 - 0    | Thimphu City     |

#### Deuxième tour préliminaire
Asie du Sud
| Équipe 1              | Résultat | Équipe 2    |
| --------------------- | -------- | ----------- |
| Bengaluru FC          | 5 - 0    | Nepal Army  |
| Abahani Limited Dhaka | Annulé   | Club Eagles |

ASEAN
| Équipe 1        | Résultat | Équipe 2       |
| --------------- | -------- | -------------- |
| FC Chanthabouly | Annulé   | Kasuka FC      |
| Visakha FC      | Annulé   | Lalenok United |

#### Barrages
Asie de l'Ouest
| Équipe 1                | Résultat | Équipe 2  |
| ----------------------- | -------- | --------- |
| Markaz Shabab Al-Am'ari | Annulé   | Koweït SC |

Asie du Sud
| Équipe 1     | Résultat | Équipe 2    |
| ------------ | -------- | ----------- |
| Bengaluru FC | 1 - 0    | Club Eagles |

ASEAN
| Équipe 1           | Résultat | Équipe 2 |
| ------------------ | -------- | -------- |
| Hantharwady United | Annulé   |          |
| Persipura Jayapura | Annulé   |          |

### Phase de groupes
Le tirage au sort pour la phase de groupes se tient le 27 janvier 2021. Les 39 équipes participantes sont réparties en dix groupes, neuf de quatre et un de trois : trois groupes pour les zones Ouest (A-B-C) et ASEAN (G-I), deux groupes pour l'Asie centrale (E-F) et un groupe pour chacune des autres zones, à savoir l'Asie du Sud (D) et l'Asie de l'Est (J).
- Les vainqueurs et le meilleur second des groupes des zones Ouest et ASEAN se qualifient pour les demi-finales de zone.
- Les vainqueurs des groupes E-F de l'Asie centrale se qualifient pour la finale de zone.
- Les vainqueurs des groupes D (Asie du Sud) et J (Asie de l'Est) se qualifient pour les demi-finales inter-zones.

Ce n'est pas la différence de buts générale qui permet de départager les équipes à égalité mais le nombre de points acquis lors des confrontations en face-à-face.
Légende des résultats
- Victoire à domicile
- Match nul
- Victoire à l'extérieur

#### Groupe A
| Rang | Équipe   | Pts     | J       | G       | N       | P       | Bp      | Bc      | Diff    |  | Résultats (▼ dom., ► ext.) |  |     |     |
| ---- | -------- | ------- | ------- | ------- | ------- | ------- | ------- | ------- | ------- |  | -------------------------- |  | --- | --- |
| 1    | Al Ahed  | 4       | 2       | 1       | 1       | 0       | 2       | 1       | +1      |  | Al Ahed                    |  | 0-0 | 2-1 |
| 2    | Al Wahda | 2       | 2       | 0       | 2       | 0       | 1       | 1       | 0       |  | Al Wahda                   |  |     | 1-1 |
| 3    | Al Hidd  | 1       | 2       | 0       | 1       | 1       | 2       | 3       | -1      |  | Al Hidd                    |  |     |     |
| 0    | Al Nasr  | Forfait | Forfait | Forfait | Forfait | Forfait | Forfait | Forfait | Forfait |  |                            |  |     |     |

#### Groupe B
| Rang | Équipe        | Pts | J | G | N | P | Bp | Bc | Diff |  | Résultats (▼ dom., ► ext.) |  |     |     |     |
| ---- | ------------- | --- | - | - | - | - | -- | -- | ---- |  | -------------------------- |  | --- | --- | --- |
| 1    | Al Muharraq   | 6   | 3 | 2 | 0 | 1 | 6  | 4  | +2   |  | Al Muharraq                |  | 1-0 | 3-1 | 2-3 |
| 2    | Al-Salt       | 6   | 3 | 2 | 0 | 1 | 7  | 2  | +5   |  | Al-Salt                    |  |     | 2-1 | 5-0 |
| 3    | Al-Ansar      | 3   | 3 | 1 | 0 | 2 | 4  | 5  | -1   |  | Al-Ansar                   |  |     |     | 2-0 |
| 4    | Markaz Balata | 3   | 3 | 1 | 0 | 2 | 3  | 9  | -6   |  | Markaz Balata              |  |     |     |     |

#### Groupe C
| Rang | Équipe                  | Pts | J | G | N | P | Bp | Bc | Diff |  | Résultats (▼ dom., ► ext.) |  |     |     |     |
| ---- | ----------------------- | --- | - | - | - | - | -- | -- | ---- |  | -------------------------- |  | --- | --- | --- |
| 1    | Koweït SC               | 7   | 3 | 2 | 1 | 0 | 8  | 4  | +4   |  | Koweït SC                  |  | 1-0 | 3-3 | 4-1 |
| 2    | Al-Faisaly              | 6   | 3 | 2 | 0 | 1 | 3  | 1  | +2   |  | Al-Faisaly                 |  |     | 1-0 | 2-0 |
| 3    | Tishreen SC             | 4   | 3 | 1 | 1 | 1 | 8  | 5  | +3   |  | Tishreen SC                |  |     |     | 5-1 |
| 4    | Markaz Shabab Al-Am'ari | 0   | 3 | 0 | 0 | 3 | 2  | 11 | -9   |  | Markaz Shabab Al-Am'ari    |  |     |     |     |

#### Groupe D
| Rang | Équipe            | Pts | J | G | N | P | Bp | Bc | Diff |  | Résultats (▼ dom., ► ext.) |  |     |     |     |
| ---- | ----------------- | --- | - | - | - | - | -- | -- | ---- |  | -------------------------- |  | --- | --- | --- |
| 1    | ATK Mohun Bagan   | 7   | 3 | 2 | 1 | 0 | 6  | 2  | +4   |  | ATK Mohun Bagan            |  | 1-1 | 2-0 | 3-1 |
| 2    | Bashundhara Kings | 5   | 3 | 1 | 2 | 0 | 3  | 1  | +2   |  | Bashundhara Kings          |  |     | 0-0 | 2-0 |
| 3    | Bengaluru FC      | 4   | 3 | 1 | 1 | 1 | 6  | 4  | +2   |  | Bengaluru FC               |  |     |     | 6-2 |
| 4    | Maziya            | 0   | 3 | 0 | 0 | 3 | 3  | 11 | -8   |  | Maziya                     |  |     |     |     |

#### Groupe E
| Rang | Équipe         | Pts | J | G | N | P | Bp | Bc | Diff |  | Résultats (▼ dom., ► ext.) |  |     |     |
| ---- | -------------- | --- | - | - | - | - | -- | -- | ---- |  | -------------------------- |  | --- | --- |
| 1    | FK Ahal Änew   | 6   | 2 | 2 | 0 | 0 | 5  | 1  | +4   |  | FK Ahal Änew               |  | 3-1 | 2-0 |
| 2    | Dordoi Bichkek | 3   | 2 | 1 | 0 | 1 | 3  | 2  | +1   |  | Dordoi Bichkek             |  |     | 3-0 |
| 3    | Ravshan Kulob  | 0   | 2 | 0 | 0 | 2 | 1  | 6  | -5   |  | Ravshan Kulob              |  |     |     |

#### Groupe F
| Rang | Équipe        | Pts | J | G | N | P | Bp | Bc | Diff |  | Résultats (▼ dom., ► ext.) |  |     |     |     |
| ---- | ------------- | --- | - | - | - | - | -- | -- | ---- |  | -------------------------- |  | --- | --- | --- |
| 1    | Nasaf Qarshi  | 9   | 3 | 3 | 0 | 0 | 9  | 0  | +9   |  | Nasaf Qarshi               |  | 2-0 | 3-0 | 4-0 |
| 2    | FK Altyn Asyr | 4   | 3 | 1 | 1 | 1 | 7  | 8  | -1   |  | FK Altyn Asyr              |  |     | 2-2 | 5-4 |
| 3    | FK Khodjent   | 4   | 3 | 1 | 1 | 1 | 4  | 5  | -1   |  | FK Khodjent                |  |     |     | 2-0 |
| 4    | FC Alay Och   | 0   | 3 | 0 | 0 | 3 | 4  | 11 | -7   |  | FC Alay Och                |  |     |     |     |

#### Groupe G (annulé)
| Rang | Équipe            | Pts | J | G | N | P | Bp | Bc | Diff |  | Résultats (▼ dom., ► ext.) |  |   |   |   |
| ---- | ----------------- | --- | - | - | - | - | -- | -- | ---- |  | -------------------------- |  | - | - | - |
| 1    | Hanoi FC          | 0   | 0 | 0 | 0 | 0 | 0  | 0  | 0    |  | Hanoi FC                   |  | - | - | - |
| 2    | Bali United       | 0   | 0 | 0 | 0 | 0 | 0  | 0  | 0    |  | Bali United                |  |   | - | - |
| 3    | Boeung Ket Angkor | 0   | 0 | 0 | 0 | 0 | 0  | 0  | 0    |  | Boeung Ket Angkor          |  |   |   | - |
| 4    |                   | 0   | 0 | 0 | 0 | 0 | 0  | 0  | 0    |  |                            |  |   |   |   |

#### Groupe H (annulé)
| Rang | Équipe             | Pts | J | G | N | P | Bp | Bc | Diff |  | Résultats (▼ dom., ► ext.) |  |   |   |   |
| ---- | ------------------ | --- | - | - | - | - | -- | -- | ---- |  | -------------------------- |  | - | - | - |
| 1    | Kedah FA           | 0   | 0 | 0 | 0 | 0 | 0  | 0  | 0    |  | Kedah FA                   |  | - | - | - |
| 2    | Lion City Sailors  | 0   | 0 | 0 | 0 | 0 | 0  | 0  | 0    |  | Lion City Sailors          |  |   | - | - |
| 3    | Sài Gòn FC         | 0   | 0 | 0 | 0 | 0 | 0  | 0  | 0    |  | Sài Gòn FC                 |  |   |   | - |
| 4    | Persipura Jayapura | 0   | 0 | 0 | 0 | 0 | 0  | 0  | 0    |  | Persipura Jayapura         |  |   |   |   |

#### Groupe I (annulé)
| Rang | Équipe         | Pts | J | G | N | P | Bp | Bc | Diff |  | Résultats (▼ dom., ► ext.) |  |   |   |   |
| ---- | -------------- | --- | - | - | - | - | -- | -- | ---- |  | -------------------------- |  | - | - | - |
| 1    | Visakha FC     | 0   | 0 | 0 | 0 | 0 | 0  | 0  | 0    |  | Visakha FC                 |  | - | - | - |
| 2    | Lalenok United | 0   | 0 | 0 | 0 | 0 | 0  | 0  | 0    |  | Lalenok United             |  |   | - | - |
| 3    | Terengganu FC  | 0   | 0 | 0 | 0 | 0 | 0  | 0  | 0    |  | Terengganu FC              |  |   |   | - |
| 4    | Geylang United | 0   | 0 | 0 | 0 | 0 | 0  | 0  | 0    |  | Geylang United             |  |   |   |   |

#### Groupe J
| Rang | Équipe          | Pts | J | G | N | P | Bp | Bc | Diff |  | Résultats (▼ dom., ► ext.) |  |     |     |     |
| ---- | --------------- | --- | - | - | - | - | -- | -- | ---- |  | -------------------------- |  | --- | --- | --- |
| 1    | Lee Man         | 9   | 3 | 3 | 0 | 0 | 10 | 2  | +8   |  | Lee Man                    |  | 1-0 | 4-1 | 5-1 |
| 2    | Eastern AA      | 6   | 3 | 2 | 0 | 1 | 2  | 1  | +1   |  | Eastern AA                 |  |     | 1-0 | 1-0 |
| 3    | Tainan City     | 3   | 3 | 1 | 0 | 2 | 4  | 5  | -1   |  | Tainan City                |  |     |     | 3-0 |
| 4    | Athletic 220 FC | 0   | 3 | 0 | 0 | 3 | 1  | 9  | -8   |  | Athletic 220 FC            |  |     |     |     |

#### Classements des meilleurs deuxièmes
Les équipes ayant terminé à la deuxième place des groupes A, B et C sont classées afin de déterminer les deux derniers qualifiés pour la phase finale. Du fait que le groupe A ne comporte que trois équipes, les résultats des formations des groupes B et C face à l'équipe classée quatrième de leur poule ne sont pas comptabilisés.
| Rang | Équipe     | Pts | J | G | N | P | Bp | Bc | Diff |
| ---- | ---------- | --- | - | - | - | - | -- | -- | ---- |
| 1    | Al-Salt    | 3   | 2 | 1 | 0 | 1 | 2  | 2  | 0    |
| 2    | Al-Faisaly | 3   | 2 | 1 | 0 | 1 | 1  | 1  | 0    |
| 3    | Al Wahda   | 2   | 2 | 0 | 2 | 0 | 1  | 1  | 0    |

### Phase finale

#### Demi-finales de zone
Asie de l'Ouest
| Équipe 1    | Résultat | Équipe 2 |
| ----------- | -------- | -------- |
| Al Muharraq | 3 - 0    | Al Ahed  |
| Koweït SC   | 2 - 0    | Al-Salt  |

#### Finales de zone
| Équipe 1     | Résultat | Équipe 2     |
| ------------ | -------- | ------------ |
| Nasaf Qarshi | 3 - 2    | FK Ahal Änew |
| Al Muharraq  | 2 - 0    | Koweït SC    |

#### Demi-finale inter-zones
| Équipe 1     | Résultat | Équipe 2        |
| ------------ | -------- | --------------- |
| Nasaf Qarshi | 6 - 0    | ATK Mohun Bagan |

#### Finale inter-zones
| Équipe 1     | Résultat | Équipe 2 |
| ------------ | -------- | -------- |
| Nasaf Qarshi | 3 - 2    | Lee Man  |

#### Finale
| Équipe 1    | Résultat | Équipe 2     |
| ----------- | -------- | ------------ |
| Al Muharraq | 3 - 0    | Nasaf Qarshi |